# جیم نورتون
جیم نورتون (انگلیسی: Jim Norton؛ زادهٔ ۴ ژانویهٔ ۱۹۳۸) یک بازیگر اهل ایرلند است. وی از سال ۱۹۷۷ میلادی تاکنون مشغول فعالیت بوده‌است.
از فیلم‌ها یا برنامه‌های تلویزیونی که وی در آن نقش داشته است، می‌توان به پیشتازان فضا: نسل بعدی، هری پاتر و تالار اسرار، پسری در پیژامه راه‌راه، آب برای فیل‌ها، فوق‌العاده بلند و بیش از حد نزدیک، سگ‌های پوشالی، آلفرد بزرگ، به‌سوی غرب، تالار جیمی، رودخانه، دستور کار مخفی، دیوانگی درباره رقص و پوآرو اشاره کرد.